# Framing (Sozialwissenschaften)
Framing (engl. für Rahmung) ist der meist bewusst gesteuerte Prozess einer Einbettung von Ereignissen und Themen in Deutungsraster und Narrative bzw. Erzählmuster. Komplexe Informationen werden dadurch selektiert und strukturiert aufbereitet, sodass eine bestimmte Problemdefinition, Ursachenzuschreibung, moralische Bewertung und/oder Handlungsempfehlung im Sinne des Framing-Erstellers in der jeweiligen Thematik betont wird.
In der Publizistik wird der Begriff unterschiedlich verstanden. Während die einen Frames in Anlehnung an das Schema-Konzept als kognitive Strukturen, Interpretations- und Deutungsmuster zur Informationsverarbeitung verstehen, sprechen andere von Tiefenstrukturen, die Medientexten zu Grunde liegen. Eine verbreitete Definition stammt von Robert Entman:

“To frame is to select some aspects of a perceived reality and make them more salient in a communicating text, in such a way as to promote a particular problem definition, causal interpretation, moral evaluation, and/or treatment recommendation for the item described.”

„Framing bedeutet, einige Aspekte einer wahrgenommenen Realität auszuwählen und sie in einem Text so hervorzuheben, dass eine bestimmte Problemdefinition, kausale Interpretation, moralische Bewertung und/oder Behandlungsempfehlung für den beschriebenen Gegenstand gefördert wird.“

## Fragestellung und Einordnung
Viele Themen sind überaus komplex, weshalb ihre Komplexität reduziert wird, wobei bestimmte Aspekte und Narrative selektiert werden. Bestimmte Perspektiven und Informationen werden hervorgehoben, andere in den Hintergrund gestellt – je nachdem, von welcher Instanz wir die Themen vermittelt bekommen. Somit könnte man von einer Art Kampf um die Deutungshoheit sprechen. Gesellschaftliche Akteure versuchen, Blickwinkel auf politische Themen durchzusetzen. Unter ihnen befinden sich Nachrichtenorganisationen, Politiker oder wirtschaftliche Unternehmen. Gleichzeitig beeinflusst auch das Verhalten der Rezipienten diese Rahmung: Sie wählen die gerahmten Nachrichtenthemen nach individuellen Mustern aus und fügen sie in eigene Interpretationskategorien ein. Die Grundprämisse der Framing-Forschung geht somit davon aus, dass gesellschaftliche Themen niemals in ihrer ganzen Komplexität vermittelt werden, sondern stets durch Blickwinkel normiert sind. Die Framing-Forschung „versucht [also] zu klären, wie die Frames einzelner Akteure entstehen, wie sie sich ändern sowie gegenseitig beeinflussen.“

### Framing und Berichterstattung
Ein Beispiel für Framing ist der Effekt, dass mit Hilfe kumulativer Berichterstattung bestehende Verbindungen zwischen kognitiven Konstrukten wie z. B. zwischen Islam und Terrorismus verstärkt, aufgelöst oder verschoben werden können. Politische Wahlkämpfe werden im Journalismus gerne mit Pferderennen verglichen, sodass der Wettkampf-Charakter in den Vordergrund tritt. Ein drittes Frame-Beispiel wäre die David-gegen-Goliath-Metapher, mit der in der Vergangenheit etwa der Israel-Palästina-Konflikt gerahmt wurde. Damit wurde er auf den Kampf zweier ungleicher Gegner reduziert, wobei der vermeintlich unterlegenen Partei Sympathie entgegengebracht wird.

„In dem Maße, wie es den Medien gelingt, […] Aufmerksamkeitsströme auf öffentlich relevante Gegenstände zu lenken, […] gewinnen sie eine über Thematisierungs- und Themenstrukturierungseffekte weit hinausgehende Wirkmächtigkeit: Sie setzen nicht nur Themen, sie fordern auch die offizielle Politik heraus und legen gar bestimmte Handlungsweisen nahe.“

### Framing und Agenda Setting
Die Fragestellung der Framing-Forschung lässt sich allerdings noch weiter ausdifferenzieren. Immerhin ähneln ihre Ansätze verwandten Theorien der Wirkungsforschung wie dem Agenda Setting, Priming und Einstellungs-Konzept. Sie alle untersuchen Phänomene der Selektion, Perspektivierung und Priorisierung gesellschaftlicher Themen. In der Kommunikationswissenschaft herrscht immer noch große Unklarheit, wie sich etwa Agenda Setting und Framing-Theorie zueinander verhalten. Während die einen der Ansicht sind, es gebe keine Unterschiede, halten andere Framing für eine Erweiterungsform von Agenda Setting. Während die Agenda-Forschung die Frage aufwirft, welche Themen in den Medien ausgewählt werden, befasst sich der Framing-Ansatz damit, wie diese ausgewählten Themen perspektiviert werden. Gerade diese Fragestellung ist auch Gegenstand des „Second-Level-Agenda-Settings“. Daher ist es gut möglich, dass sich die beiden Ansätze in Zukunft nahekommen werden.

### Framing und Priming
Größere Unterschiede zeigen sich beim sogenannten Medien-Priming: Hier liegt der Fokus besonders auf der Wahlforschung und der These, dass soziale Themen an Politiker „getaggt“ bzw. mit ihnen assoziiert werden können. „Die Konzentration auf bestimmte Themen […] im Wahlkampf bestärkt vermeintlich die Fähigkeit eines Politikers dieses Problem zu lösen.“ Framing beschäftigt sich also mehr mit der Auswahl und Hervorhebung thematischer Informationen, Priming mit der Reaktion, die vorangehende Informationen (Primes) auf bestimmte Zielreize (Targets) auslösen.

### Framing und Einstellung
Noch schwieriger ist es, die kommunikationswissenschaftlichen Begriffe „Frame“ und „Einstellung“ auseinanderzuhalten. Beide Theorien beschreiben kognitive, affektive und konative Blickwinkel auf bestimmte Themen und Objekte. Andererseits geht es beim Einstellungskonzept eher um Verhalten, das Individuen durch ihre Denkmuster entwickeln. Framing beschäftigt sich jedoch verstärkt mit Selektionsmechanismen, die in den Medien und im eigenen Gedächtnis stattfinden.

### Framing und Konstruktivismus
Sucht man nach weiteren theoretischen Bezügen, besitzt die Framing-Forschung auch große Schnittstellen mit der psychologischen Schule des Konstruktivismus. Auch hier geht es um die Konstruktion sozialer Wirklichkeit, die durch Selektion von Erfahrungen und die Etablierung von Denkkategorien stattfindet. Indem wir die komplexen Informationen aus unserer Umwelt rahmen, konstruieren wir gleichzeitig unsere Alltagsrealität. Framing kann daher auch als „gemäßigter konstruktivistischer Ansatz“ verstanden werden.

## Entwicklung der Framing-Forschung

### Ursprung
Der Ursprung des wissenschaftlichen Framebegriffs geht auf den Psychiater Gregory Bateson zurück, der damit 1972 psychologische Phänomene beschrieb, nämlich die Exklusion und Inklusion bestimmter Informationen in Nachrichten. Als interdisziplinärer Forschungsansatz entwickelte sich das Framing-Konzept ab den 1970ern parallel in Disziplinen wie der Psychologie, Linguistik, Politikwissenschaft, Soziologie und Ökonomie. Häufig wurden begriffliche Synonyme wie Schema, Skript oder Map verwendet. Als die drei einflussreichsten Wurzeln werden hier in aller Kürze die soziologische, die psychologische und die kommunikationswissenschaftliche Geschichte der Framing-Forschung geschildert.

### Erving Goffman
Als Meilenstein in der Soziologie gilt die Frame Analysis (1974) von Erving Goffman. Dieser hatte den Frame-Begriff von Gregory Bateson übernommen, um menschliches Verhalten im Alltag zu erläutern. Nach Goffman sind Frames Definitionen von Situationen, die Ereignisse in Sinnstrukturen wiedergeben. Ihre Funktion für den sozialen Akteur besteht darin, Situationen zu erkennen und hieraus Verhalten und Handlungsanweisungen abzuleiten. Im Gegensatz zur Kommunikationswissenschaft wurde der Frame-Begriff also nicht auf die Massen-, sondern die Alltagskommunikation angewendet. Allerdings fehlt es Goffman noch an empirischen Zugängen.

### Schema-Theorie
In der Kognitionspsychologie hat sich statt „Frame“ der Begriff des „Schemas“‘ durchgesetzt. Das Konzept befasst sich weniger mit Phänomenen öffentlicher Kommunikation, sondern Informationsverarbeitung, Wissenserwerb und Gedächtnisbildung auf der intrapsychischen Ebene. Die Unterschiede zwischen „Frame“ und „Schema“ sind nicht klar definiert. Während die einen beide Begriffe synonym verstehen, betrachten andere Frames als Bündel von Schemata. Einigung herrscht insoweit, dass gerahmte Medieninhalte von Rezipienten schemageleitet verarbeitet werden. Susan Fiske und Patricia Linville definieren den Begriff wie folgt:

“The schema concept refers to cognitive structures of organized prior knowledge, abstracted from experience with specific instances; schema guide the processing of new information and the retrieval of stored information.”

Informationen bzw. Wissen über Ereignisse, Situationen und Objekte werden somit durch Schemata in ein Netzwerk von Assoziationen eingegliedert. Man geht also davon aus, dass das Gedächtnis ähnlich wie eine „kognitive Landkarte“ aufgebaut ist bzw. Wissen in eine Art „flexibles Schubladensystem“ eingeordnet wird. Konkrete Informationen werden innerhalb abstrakter Deutungsmuster gespeichert, sodass Hans-Bernd Brosius Schemata auch als „Set von Attributen, Dimensionen und Slots [versteht], das Objekte einer bestimmten Kategorie teilen.“ Das Konzept liegt der Vorstellung zu Grunde, dass Menschen aufgrund der immensen Informationsflut an Umweltreizen zur Komplexitätsreduktion neigen. Schemata dienen also in erster Linie zur Informationsverarbeitung: Der einströmende Input wird entweder in bereits vorhandene Wissenskomplexe eingegliedert (top-down Informationsverarbeitung) oder zu neuen Schemata verknüpft (bottom-up), wodurch der komplexe Informationsfluss auf abstrakte Sinnzusammenhänge reduziert wird. Das Schema-Konzept erklärt somit, wie Menschen ihrer Umwelt Sinn und Ordnung zuweisen, um sich in ihr zurechtzufinden.
Die Schema-Theorie wurde erst relativ spät in der empirischen Kommunikationswissenschaft rezipiert, erfuhr aber dafür einen regelrechten Popularitätsboom. Doris Graber hatte das Konzept 1984 in die Wirkungsforschung übernommen und Untersuchungen zur Informationsverarbeitung politischer Themen durchgeführt. Maßgeblich für den Erfolg war der Aufsatz Framing: Towards a Clarification of a Fractured Paradigm (1993) von Robert Entman. Wegweisend waren ebenfalls die Studien des Politikwissenschaftlers Shanto Iyengar, der zwischen episodischen und thematischen Frames unterscheidet. Durch die kommunikationswissenschaftliche Rezeption der Schema-Theorie wurde das Framing-Konzept erstmals auf Medieninhalte und (politische) Berichterstattung angewandt.

### KI-Forschung
Als Abschluss zur interdisziplinären Entwicklung der Framing-Forschung sei angemerkt, dass das Konzept mittlerweile in weiteren Disziplinen wie der Informatik Fuß fassen konnte: So zielt die KI-Forschung (Erforschung künstlicher Intelligenz) darauf ab, natürliche Intelligenz zu modellieren. Ein zentrales Problem hierbei ist jedoch, dass Computer Informationen nur rein logisch und nicht schemaorientiert verarbeiten. Ein selbstlernender Computer müsste jedoch in der Lage sein, selbst Schemata zu entwickeln und weiterzubilden, indem aus komplexen Umweltreizen abstrakte Wissenszusammenhänge gebildet werden.

## Theoretische Grundlagen

### Definition nach Robert Entman
Der englische Frame-Begriff (auf Deutsch: (Deutungs-)Rahmen) beschreibt im Grunde eine Metapher. Wie viele andere Bezeichnungen in der Publizistik wurde er aus der Alltagssprache in einen wissenschaftlichen Fachbegriff transferiert und ist nicht mehr mit seiner ursprünglichen Bedeutung identisch. Ebenso wenig haben die hier behandelten Frames etwas mit dem Aufbau von Websites (Frame-Elemente) oder Filmstills (engl. frames) gemeinsam. Doch selbst innerhalb der Publizistik herrscht ein heterogenes Begriffsverständnis. So basiert die Framing-Forschung weniger auf einem kohärenten Theoriegebilde als auf einem Netz theoretischer Aussagen. Während die einen Frames in Anlehnung an das Schema-Konzept als kognitive Strukturen, Interpretations- und Deutungsmuster zur Informationsverarbeitung verstehen, sprechen andere von Tiefenstrukturen, die Medientexten zu Grunde liegen.

“To frame is to select some aspects of a perceived reality and make them more salient in communicating text, in such way as to promote a particular problem definition, causal interpretation, moral evaluation, and/or treatment recommendation for the item described.”

Robert Entman versteht Frames als Perspektiven auf politische Themen – Deutungsmuster, die in allen Phasen massenmedialer Kommunikation Informationen selektieren und strukturieren. Die Definition von Entman konkretisiert den Begriff durch vier Frame-Elemente: Somit enthalten die Frames in Medientexten eine Problemdefinition, Ursachenzuschreibung, moralische Bewertung und Handlungsempfehlung, wobei nicht immer alle vier Elemente in einem Frame enthalten sein müssen. Dies zeigt sich etwa anhand der Irakkrieg-Propaganda nach dem 11. September 2001: 
Die Anschläge (Ursachenzuschreibung) wurden aufs Schärfste verurteilt (moralische Bewertung) und galten als Grund für ein härteres Durchgreifen (Handlungsempfehlung) gegenüber islamistischen Terroristen (Problemdefinition). Je nachdem, ob in Nachrichten alle vier Elemente eines Frames erkennbar sind oder nur indirekt Erwähnung finden, kann von expliziten oder impliziten Frames gesprochen werden.

### Funktionen von Frames
Die Funktionen von Frames können unterschiedlich zusammengefasst werden: Michael Schenk spricht etwa von der Exklusion und Inklusion von Interpretationen zu einem Thema. Matthias Potthoff meint stattdessen, dass Frames thematische Aspekte einschränken (Selektion), hervorheben (Salienz) und zusammenhängend darstellen (Kohärenz). Doris Graber unterscheidet vier Funktionen: Schemata bzw. Frames helfen dabei, Informationen wahrzunehmen, zu strukturieren, zu ergänzen und auf Handlungsmöglichkeiten zu verweisen. Shanto Iyengar betont, dass Frames in der Berichterstattung stets Verantwortungen zuschreiben. In seiner Habilitation zum Thema Alltagsrationalität erklärt Hans-Bernd Brosius außerdem, dass Frames auch als Heuristiken fungieren: „Heuristiken sind Entscheidungshilfen oder Faustregeln, die das Abwägen und Bewerten der vorliegenden Information verkürzen.“ Gerade in spontanen alltäglichen Entscheidungssituationen greifen Menschen also auf Frames bzw. Schemata zurück, um Objekte, Personen oder Ereignisse zu beurteilen. Dies erklärt mitunter die Bildung von Vorurteilen, die nicht logisch-rational, sondern schemaorientiert stattfindet.

### Typologien
Ebenso heterogen wie die Funktionen gestaltet sich die Definition verschiedener Frame-Typologien. Während Shanto Iyengar von episodischen und thematischen Frames spricht, unterscheidet die Linguistik zwischen Situations- und Textschemata. Aufgrund der begrifflichen Vielfalt werden nachfolgend nur vier Frame-Unterteilungen aufgeführt.

#### Themenabhängige und themenunabhängige Frames
Die erste Frame-Typologie bezieht sich auf das Verhältnis zwischen den Begriffen „Thema“ und „Frame“. Urs Dahinden versteht Frames eher als langfristige Berichterstattungs- und Wahrnehmungsmuster, die sich aufgrund ihrer metaphorischen Abstraktion auf verschiedene Themen anwenden lassen. Für Jörg Matthes sind Frames allerdings themenspezifisch und konkret. Potthoff gelingt es beide Ansichten zu verbinden, indem er zwischen themenabhängigen und -unabhängigen Frames unterscheidet.

#### Nachrichten-Frames
Weitere Frame-Typen, die besonders für die Analyse journalistischer Texte Anwendung finden, sind Nachrichten-Frames. Sie dienen Journalisten als Arbeitsroutine, indem sie helfen, Informationen über Nachrichtenereignisse zu identifizieren und kontextualisieren. Gleichzeitig erleichtern sie die Kommunikation zwischen Journalist und Rezipient. Nachrichten-Frames erklären, weshalb vermeintlich objektive Berichte niemals unabhängig von den thematischen Blickwinkeln der Journalisten existieren können und verdeutlichen zugleich die Verantwortung der Journalisten, Themen nie „einseitig“ darzustellen.

#### Medien- und Rezipienten-Frames
Diese Framekategorisierung bezieht sich auf den Aufsatz Framing as a Theory of Media Effects (1999) von Dietram A. Scheufele. Hierin werden zwei Richtungen der Framing-Forschung unterschieden: Studien, die sich eher mit Medien-Frames oder Rezipienten-Frames beschäftigen. Während man unter Medien-Frames bzw. textuellen Frames eher Tiefenstruktur in der Berichterstattung versteht, begreift man unter Rezipienten-Frames bzw. kognitiven Frames „internal structures of the mind“ – also Tiefenstrukturen im Gedächtnis (vgl. Schema-Theorie). Je nach Forschungsfrage können Medien- und Rezipienten-Frames als abhängige oder unabhängige Variable untersucht werden. Die Wechselwirkung zwischen den beiden Begriffen unterscheidet Scheufele über zwei Prozesse: Frame-Setting und Frame-Building. Unter Frame-Setting versteht er den Einfluss, den Medien-Frames auf Rezipienten-Frames besitzen – quasi die meinungsbildenden Prozesse, die über Themenperspektivierung Auswirkung auf das individuelle Gedächtnis haben. Den umgekehrten Prozess – den Einfluss der Rezipienten-Frames auf die Medien-Frames – bezeichnet er als Frame-Building. Hierunter fällt der bereits erwähnte „Kampf um die Deutungshoheit“: Gesellschaftliche Akteure versuchen, ihre Perspektiven zu gewissen Themen medial durchzusetzen. „Framing-Effekte basieren [somit] immer auf komplexen Interaktionen zwischen Medien-Frames, Rezipienten-Frames und Kontextfaktoren.“ Je nachdem, welche Aspekte innerhalb dieser Wechselwirkung untersucht werden, müssen die unabhängigen und abhängigen Variablen verschieden gewählt werden.

#### Diagnostische, prognostische, motivationale Frames

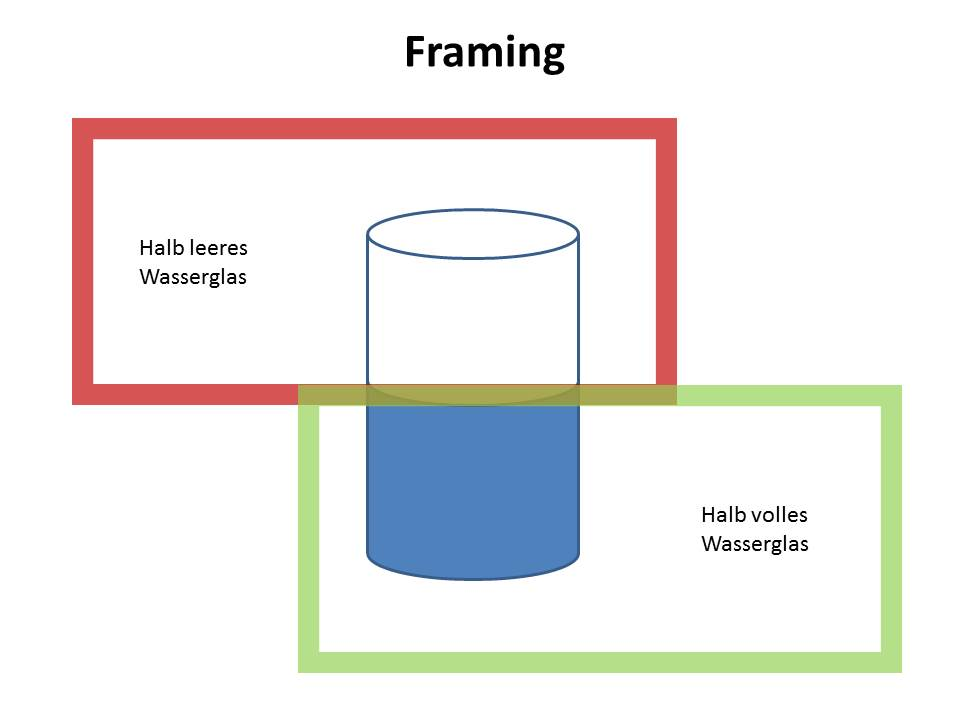
Framing am Beispiel eines Wasserglases: Durch die Wahl der Rahmung kann eine negative Deutung (halb leeres Wasserglas) oder eine positive Deutung (halb volles Wasserglas) erzeugt werden.

Unterschieden wird zwischen diagnostischem Framing, das sich auf die Darstellung von Problemen und Schuldzuweisungen konzentriert, prognostischem Framing, in dessen Rahmen Problemlösungen und Strategien vorgeschlagen werden und motivationalem Framing, das sich auf die Mobilisierung von Teilnehmern und Sympathisanten bezieht. Weitere typische Frames (nach Semetko und Valkenburg) sind die Unterteilungen in Konflikt, human Interest, ökonomische Konsequenzen, moralische Beurteilung und Verantwortlichkeit. Wird also z. B. in der Politik die Diskussion um die Kürzung der Sozialausgaben geführt, so kann diese Debatte folgendermaßen gerahmt werden: Entweder wird der Konflikt (der politischen Akteure, aber auch anderer beteiligter Personengruppen wie Gewerkschaften oder Wohlfahrtsverbände) dargestellt, die Lebensweise und die Probleme eines Sozialhilfeempfängers (Human Interest), die ökonomischen Konsequenzen (sowohl für Empfänger als auch für öffentliche Haushalte), durch eine moralische Beurteilung (Wie viel Geld braucht man zum Überleben?) oder indem Verantwortliche gesucht werden (unflexibler Arbeitsmarkt, unmotivierte Arbeitssuchende o. ä.).
Auch das Framing, also der sprachliche Rahmen, in den eine sachliche Information eingebettet wird, kann die Befindlichkeit und Motivationslage eines Gegenübers beeinflussen. So kann eine Information ganz unterschiedlich formuliert werden und dadurch ganz verschiedene Reaktionen hervorrufen (das bekannteste Beispiel: „Das Glas ist halbvoll“ vs. „Das Glas ist halbleer“). Aber auch während einer Therapie kann man den gleichen Inhalt unterschiedlich verpacken („Diese Therapie wirkt in 90 % aller Fälle“ vs. „Diese Therapie wirkt bei 10 % der Patienten überhaupt nicht“). Durch eine positivere Formulierung lässt sich hier eine bessere Mitarbeit des Patienten bewirken.

## Methodologie
So wie viele Ansätze in der Publizistik ringt auch die Framing-Forschung darum, Theoriebegriffe zu operationalisieren. Wie lassen sich theoretische Grundlagen methodologisch übersetzen, um empirische Forschung betreiben zu können? Eine der größten Schwierigkeiten besteht darin, dass es sich bei „Frames“ um relativ abstrakte Objekte handelt, die sich schwer überprüfen lassen. “[…] there is danger in this kind of lone-scholar analysis that the identification of a set of possible frames can be arbitrary.” Es besteht die Gefahr, dass Wissenschaftler nur subjektive Forscher-Frames analysieren – also nur die Frames, die sie aus dem Forschungsmaterial herauslesen möchten. So mangelt es Framing-Studien häufig an eindeutigen Definitionen, wobei Identifikationskriterien unklar bleiben, in einer methodologischen Black Box.
Metastudien unterscheiden derzeit zwei verschiedene Arten der empirischen Framing-Forschung: Die erste fokussiert auf Medien-Frames und ihre Entstehung (Frame-Building) und versucht, über analytische Verfahren Frames in Medientexten zu identifizieren. Die zweite ist am Rezipienten-Frame orientiert und untersucht die verschiedenen Wirkungsprozesse, die gerahmte Medientexte auf Rezipienten ausüben (Frame-Setting).

### Frame-Building
In der Linguistik wird die Existenz von Frames mithilfe von Mehrdeutigkeit in Texten nachgewiesen. So werden etwa die Sätze „Peter rief den Kellner. Er bestellt sich Wein“ von den meisten Lesern so verstanden, dass Peter den Wein bestellt. Das Schema „Restaurant“ legt uns nahe, dass Peter als Gast Getränke ordert und der Kellner diese Bestellungen entgegennimmt. Tatsächlich werde aus den Sätzen nicht ersichtlich, wer von beiden nach Wein verlangt. Neben Interviews mit Medienakteuren bildet die Inhaltsanalyse der Medienberichterstattung (engl. Content Analysis) derzeit die Grundlage zur empirischen Frame-Identifikation. Auf dieser Basis wird zwischen verschiedenen Ansätzen unterschieden: Während Urs Dahinden drei nennt (induktiv-qualitativ, deduktiv-quantitativ und induktiv-quantitativ), differenziert Jörg Matthes vier Methoden (qualitativ, manuell-holistisch, manuell-dimensionsreduzierend, computerbasiert).

#### Induktiv-qualitative Analyse
Die am häufigsten anzutreffende Methode ist bislang die induktiv-qualitative Analyse. Frames werden quasi vom Forscher aus dem Medientext herausgelesen. Das bietet zwar den Vorteil, direkt am Forschungsmaterial zu arbeiten, allerdings basiert die Frame-Erfassung im Grunde auf der subjektiven Vorstellung und der Intuition der Forschenden. Auf standardisierte Kriterien zur Qualitätsbeurteilung der gefundenen Frames wird weitgehend verzichtet.

#### Deduktiv-quantitative Analyse
Ähnlich wie bei der induktiv-qualitativen Analyse verhält es sich mit dem deduktiv-quantitativen Ansatz: Hierbei werden die zu untersuchenden Rahmen vordefiniert und erst anschließend anhand der Medientexte überprüft. Selbstverständlich können bei diesem Verfahren nur die Frames identifiziert werden, die vom Forschenden zuvor festgelegt wurden. Anderweitige Frames können nicht empirisch überprüft werden.

#### Induktiv-quantitative Analyse
Mittlerweile haben sich auch zahlreiche induktiv-quantitative Analysemethoden herausgebildet. Sie versuchen, anhand vordefinierter Kriterien Frames aus Medientexten herauszufiltern.

„Die Grundidee ist folgende: Wenn man ein Frame als bestimmtes, unverwechselbares Muster eines Textes versteht, das sich aus mehreren, von Journalisten selektiv ausgewählten und von Rezipienten beobachtbaren Elementen zusammensetzt, dann kann man dieses Muster auch empirisch bestimmen.“

Hierzu zählt Matthes manuell-holistische, manuell-dimensionsreduzierende und computerbasierte Verfahren. Sie alle versuchen, über (meist deduktiv bestimmte Variablen) Identifikationskriterien festzulegen, über die sich eine unbestimmte Zahl von Frames aus der jeweiligen Berichterstattung erfassen lässt. Diese vordefinierten Variablen für die Inhaltsanalyse werden auch Kodierungsanweisungen genannt.
Untersucht man Medientexte auf zuvor kodierte Frame-Definitionen, spricht Matthes von der manuell-holistischen Identifizierungsmethode. Sie besitzt den Vorteil einer schnellen Analyse, gleicht jedoch sehr dem deduktiven Verfahren. Außerdem fallen die Kodierungen oftmals abstrakt aus und erschweren damit klare Frame-Zuweisungen. Das manuell-dimensionsreduzierende Verfahren geht stattdessen von der Robert Entman’schen These aus, dass Frames aus vier Frame-Elementen bestehen. Nicht die Frames werden kodiert, sondern konkretere Frame-Basen (wie Problemdefinition, Ursachenzuschreibung, moralische Bewertung und Handlungsempfehlung).
| Frame                     | Beschreibung |
| ------------------------- | --- |
| Fortschritt               | Artikel erwähnt neue Entwicklungen, Durchbrüche oder geschichtliche Ereignisse; Konflikt zwischen Fortschritt oder Rückschritt      |
| Wirtschaftliche Chancen   | Artikel fokussiert wirtschaftliche Potenziale                                                                                       |
| Ethik                     | Es werden ethische Prinzipien in den Vordergrund gestellt und Grenzen genannt                                                       |
| Pandora’s Box             | Artikel betrachtet Gentechnologie als unbekanntes Risiko, Katastrophe oder Bedrohung                                                |
| Runaway                   | Artikel vermittelt einen nach einem Ereignis auftretenden Fatalismus; keine Kontrolle mehr über zukünftige Folgen und Entwicklungen |
| Nature / Nurture          | Artikel diskutiert Umwelteinfluss versus genetische Determination; Vererbung und Genetik                                            |
| Öffentliche Verantwortung | Der Aufruf nach öffentlicher Kontrolle, Partizipation und Regulation steht im Vordergrund; private versus öffentliche Interessen    |
| Globalisierung            | Es wird eine globale Perspektive eingefordert vs. nationale Regelungen                                                              |

„Zeigen sich bestimmte Muster von Variablenausprägungen über mehrere Texte und sind diese Muster interpretierbar, kann man die Frames benennen.“

Somit wird das Identifikationsverfahren in zwei Teilschritte gegliedert: Im ersten werden vordefinierte Frame-Elemente aus den jeweiligen Medientexten gefiltert. Im zweiten werden diese Elemente über Cluster in Beziehung gesetzt und als Frames interpretiert. Vorteil dieser Methode liegt in der präzisen Operationalisierung. Allerdings ist sie mit großem Zeitaufwand und statistischen Auswertungsprozessen verbunden.
Zu guter Letzt nutzt die computerbasierte Frame-Analyse eine Methode die auch „Frame-Mapping“ genannt wird. Hier liegt die Grundprämisse darin, dass sich Frames auch über Wortgruppen erkennen lassen. Schlüsselbegriffe werden mit Hilfe von Computeralgorithmen in den Medientexten ausgemacht und vernetzt (daher der Begriff „mapping“). Problematisch an diesem Verfahren bleibt, dass es sich bei den extrahierten Wortclustern häufig eher um Themenkomplexe statt Frames handelt. Außerdem besitzen Wörter kontextabhängige Bedeutungen und können auch ohne häufige Erwähnung in der Berichterstattung zentrale Hinweise auf Frames liefern.

### Frame-Setting
Empirische Studien zu Frame-Wirkungen beschäftigen sich mit der Frage, wie Medien-Frames Rezipienten-Frames beeinflussen (Frame-Setting).

„In zeitlicher Hinsicht wird vermutet, dass wenn ein Rezipient kumulativ mit konsonanten Medien-Frames konfrontiert wird, die Wahrscheinlichkeit steigen müsste, dass diese Frames Wirkungen auf die Einstellungen haben werden.“

Somit werden Fragen aufgegriffen, die u. a. für die Erforschung politischer Kommunikation und die Kampagnenforschung relevant sind. Die Frame-Wirkungsforschung unterscheidet nach Bertram Scheufele vier Typen von Framing-Effekten, die im Prozess des Frame-Settings auftreten können: Entweder werden bestehende Rezipienten-Frames verändert (Schema-Transformation) oder die Verknüpfungen bestehender Schemata. Frame-Setting kann außerdem zur Etablierung neuer Frames führen oder (viertens) zu einer Verhaltensänderung der Rezipienten.
Studien, die diese Effekte untersuchen, nutzen in der Regel das „klassische Methoden-Repertoire“ der Kommunikationswissenschaft. Qualitative Wirkungsstudien führen in der Regel Leitfadeninterviews durch, Befragungsstudien benutzen Fragebögen in Kombination mit Inhaltsanalysen. Ferner gibt es experimentelle Studien, die Frame-Wirkungen unter Laborbedingungen nachweisen: Hierbei werden mindestens zwei Versuchsgruppen verschiedene Medientexte vorgeführt und mögliche Störvariablen auf ein Minimum reduziert. Das Ziel besteht meist darin, über ermittelte Einstellungs- oder Verhaltensänderungen der Testpersonen auf mögliche (lang- oder kurzfristige) Framing-Effekte zu schließen.

## Exemplarische Einflüsse der Framing-Forschung
Hier seien paradigmatisch drei einflussreiche Beispiele genannt, die Einblicke in die anwendungsbezogene Framing-Forschung liefern:

### Asiatisches Krankheitsproblem
Beim ersten Beispiel handelt es sich um eine Studie von Amos Tversky und Daniel Kahneman aus dem Jahr 1981, die unter dem Stichwort „Asiatisches Krankheitsproblem“ berühmt geworden ist. Die Forscher belegten experimentell, dass Informationen, die in verschiedenen Kontexten (bzw. Frames) gerahmt sind, zu unterschiedlichen Entscheidungen führen. Die Versuchsgruppen wurden mit einer fiktiven Entscheidungssituation konfrontiert: Eine Seuche ist ausgebrochen und es drohen 600 Menschen zu sterben, wenn keine entsprechende Maßnahme ergriffen wird. Maßnahme A rettet genau 200 Menschen das Leben; Maßnahme B rettet mit einer Wahrscheinlichkeit von einem Drittel 600 Menschen, von zwei Dritteln keinen; bei Maßnahme C werden genau 400 Menschen sterben; bei Maßnahme D wird mit einem Drittel Wahrscheinlichkeit niemand sterben, mit zwei Dritteln alle. Die ersten Versuchsgruppen mussten zwischen A und B, die zweiten zwischen C und D wählen. Obwohl A identisch mit C und B identisch mit D ist, entschieden sich die Testpersonen im AB-Dilemma zu 72 Prozent für A und die CD-Kandidaten zu 78 Prozent für D. Tversky und Kahneman erklärten sich dieses Verhalten über die Existenz zweier Frames, die Sachverhalte zwar logisch äquivalent, jedoch sprachlich unterschiedlich einordnen: Ein Gain-Frame (Gewinnperspektive) und ein Loss-Frame (Verlustperspektive). Hieraus entwickelten sie die sogenannte Prospect Theory. „Nach der Prospekt-Theorie verhalten sich Menschen bei potenziellen Gewinnen risikoaversiv [indem sie statt B Maßnahme A wählen] und bei potentiellen Verlusten risikosuchend [indem sie sich statt C für D entscheiden].“ Die Prospekt-Theorie findet u. a. Anwendung in Gesundheitskampagnen. So besagt sie, dass bei Bewerbung von Medikamenten zu risikoarmen Krankheiten eher Gain-Frames Anwendung finden (Darstellung der positiven Folgen nach der Einnahme). Bei Medikamenten zu risikoreichen bzw. letalen Krankheiten nutzt man hingegen Loss-Frames, die die Konsequenz der Einnahmeverweigerung verdeutlichen.

### Nachrichten-Ereignisse
Eine entscheidende Forschungsarbeit zur Weiterentwicklung des Framing-Konzeptes stammt von Hans-Bernd Brosius und Peter Eps von der Johannes Gutenberg-Universität Mainz. Sie konnten nachweisen, dass sich die Themenauswahl bei außergewöhnlichen Nachrichten-Ereignissen (wie dem Reaktorunfall von Tschernobyl, dem 11. September oder Tsunami-Katastrophen) nicht mehr über die Nachrichtenwert-Theorie erklären lässt. Stattdessen werden diese Schlüsselereignisse je nach Phase der Berichterstattung unterschiedlich kontextualisiert bzw. gerahmt: In der ersten Phase werden Informationen zum eigentlichen Geschehen sowie Ursachen in den Fokus gerückt. Schließlich folgt eine historische Rahmung, indem Bezüge zu vergangenen Ereignissen hergestellt werden. In einer dritten Welle folgen medialisierte Ereignisse (Politiker-Statements, Talkshows), bis das Thema schließlich in einer Lawine aus Pseudo-Ereignissen (weitere Pressekonferenzen, Appelle) verebbt.

### Journalismus
Außerdem verdeutlicht die Framing-Forschung vor allem, wie sehr Medieninhalte durch gesellschaftliche Akteure gerahmt werden. Gerade was den Prozess des Nachrichten-Frame-Building betrifft, kommt dem einzelnen Journalisten eine entscheidende Rolle zu. Schließlich entspricht das Filtern und Aufbereiten von Informationen einem Großteil der täglichen Arbeit. Zuschauer und Leser rezipieren Nachrichten, um sich über komplexe Themen Orientierung zu verschaffen (Kontroll-Motiv). Medien-Frames, die von Journalisten gebraucht werden, tragen daher entscheidend zur Bewertung von Ereignissen und Sachverhalten bei. Somit ist es für Journalisten umso wichtiger, Themen nicht einseitig-gerahmt zu vermitteln. 
Ein zweiter Imperativ für die journalistische Berufspraxis ergibt sich aus dem Bewusstsein der Frame-Setting-Prozesse: Rezipienten verarbeiten Nachrichten stets schemagesteuert. Ein bewussterer Umgang mit der Informationsverarbeitung kann dabei helfen, Medientexte zu formulieren, die effektiver im Gedächtnis haften bleiben.
In jedem Fall appelliert die Framing-Theorie für einen verantwortungsbewussteren Umgang mit Nachrichten- und Zuschauer-Perspektiven.

## Einordnungen

### Popularität
„Framing ist derzeit zweifellos einer der zentralen Forschungsbereiche der politischen Kommunikationsforschung. Kaum ein anderer Begriff erfreut sich derzeit so großer Beliebtheit und sorgt für einen vergleichbaren Fluss von Forschungsarbeiten sowohl im deutschsprachigen als auch im internationalen Raum.“

Diese Popularität verdankt der Framing-Ansatz seiner breiten Anwendbarkeit in qualitativen und quantitativen Studien. Er wird auch als Brückenkonzept bezeichnet, da sich zahlreiche Phänomene aus der politischen Kommunikationswissenschaft damit erläutern lassen.

### Framing als Brückenkonzept
Die Framing-Theorie ermöglicht in der Kommunikationswissenschaft nicht nur ein umfangreiches Verständnis massenmedialer Prozesse und damit, unterschiedliche Teilbereiche der Wirkungsforschung zu verbinden (Brückenkonzept) – auch in anderen Disziplinen wie der Psychologie, Linguistik, Informatik, Soziologie, Politikwissenschaft und Ökonomie hilft sie zur Erläuterung verschiedener Phänomene. Ferner stellt der Framing-Ansatz die Informationsverarbeitung von Rezipienten nicht als passiven Selektionsprozess dar, sondern als Mechanismus aktiver Sinnkonstruktion. Die interdisziplinäre Anwendung der Theorie führt gleichzeitig zu einigen Nachteilen: So mangelt es nach wie vor an Integration und Kumulation verschiedener Forschungserkenntnisse. Häufig vernachlässigen Studien explizite Frame-Definitionen, sodass auf Ebene der Theorie und Terminologie verschiedene Ansichten koexistieren. Die unklaren Definitionen erschweren zugleich die empirische Überprüfung, sodass ein großer Reflexionsbedarf bezgl. Wissenschaftlichkeit besteht. Kritiker betonen außerdem, dass sich das Konzept nur geringfügig vom Agenda Setting (Agendasetzung), der Priming- und Einstellungs-Theorie unterscheidet. Außerdem bleibe unklar, welche Einflüsse Medien-Frames auf Rezipienten-Frames bzw. umgekehrt ausüben. Ein Großteil aktueller Studien zur Framewirkung beschäftigt sich überwiegend mit dem Frame-Building-Prozess, sodass Stimulus- im Gegensatz zu rezipientenorientierten Perspektiven dominieren.

### Framing als Paradigma
Robert Entman warf in seinem Aufsatz 1993 mitunter die Frage auf, welche Bedeutung der Framing-Ansatz für die Kommunikationswissenschaft besitzt. Er selbst sprach von einem Paradigma, sodass bis heute darüber diskutiert wird, ob es sich beim Framing um eine einflussreiche Theorie handelt oder eher um eine Metatheorie, die zu einem grundlegenden Neuverständnis kommunikationswissenschaftlicher Phänomene geführt hat. Bislang gab es noch keinen nennenswerten Paradigmenwechsel, der von der Sozial- und Kommunikationswissenschaft ausgegangen wäre, sodass die Existenz eines solchen eine immense Bedeutung für die Fachgeschichte hätte. Der Paradigma-Begriff geht auf Thomas S. Kuhn zurück, der mitunter Bedeutungsmaßstäbe für wissenschaftliche Theorien formulierte. Kuhn hatte fünf qualitative Werte angegeben, mit denen sich der Gehalt wissenschaftlicher Theorien bewerten lässt: Tatsachenkonformität (empirischer Gehalt), Widerspruchsfreiheit (in Bezug auf bereits etablierte Theorien), Reichweite (der zu erklärenden Phänomene), Einfachheit (um komplexe Sachverhalte zu ordnen) und Fruchtbarkeit (bezüglich neuer Forschungserkenntnisse). Anhand dieser Kriterien betrachtet Dahinden den Framing-Ansatz als widerspruchsfrei bezüglich verwandter Theorien (Agenda Setting, Medien-Priming, Einstellung), fruchtbar in Relation zur Anzahl bisheriger Publikationen und weitreichend, was die Bandbreite zu erklärender Phänomene betrifft. Allerdings widerspreche das heterogene Begriffsverständnis der Einfachheit. Auch was empirische Identifikationskriterien betrifft, ist die Framing-Forschung nicht immer tatsachenkonform.
Aus diesen Gründen ist es wohl verfrüht, von einem Paradigma zu sprechen. Außerdem vermuten viele Wissenschaftler, dass die Framing- und Schema-Forschung ihren Höhepunkt bislang nicht erreicht hat. Ob Framing demnach als „wissenschaftliche Modeerscheinung“ verkümmern wird oder den Stellenwert einer Metatheorie erlangt, hängt vor allem von der Verständigung auf gemeinsame theoretische und methodische Grundlagen ab.

„Ohne harten Kern, also ohne Konsens, was genau ein Frame ist, greift das Integrationspotenzial des Ansatzes ins Leere. […] [Ansonsten] haben wir das Problem, dass die verschiedenen Arbeiten innerhalb eines Framing-‚Paradigmas‘ nicht mehr das Gleiche untersuchen, sondern sich nur der Worthülse ‚Frame‘ bzw. ‚Framing‘ bedienen. Unterscheiden sich Studien in ihrer Grundauffassung von Frames, so unterscheiden sie sich auch in ihrem harten Kern.“

## Kritik

### Unschärfe
Im Zuge der Affäre um das „Framing-Manual“, das die Sprachwissenschaftlerin Elisabeth Wehling für die ARD verfasst hatte, erhielt das Konzept 2019 vermehrt öffentliche Aufmerksamkeit. Olaf Arndt kritisiert auf Telepolis den unscharfen Gebrauch des Begriffs im Zusammenhang mit politischer Kommunikation. In zahlreichen Fällen handele es sich um das, was zuvor als spin doctoring bezeichnet worden sei.

### „Framing“ als rechter Kampfbegriff
Nach der Debatte um Wehlings Framing-Manual wurde der Framing-Begriff im rechten Spektrum als politischer Kampfbegriff populär. Diese Verwendung wurde von verschiedenen Autoren kritisiert.

### Synonyme
- Deutungsrahmen
- Einordnung (Journalismus)
- Kategorie
- Kontext
- Oberbegriff
- Rubrik

### Forschung
- Frameanalyse
- Forschungsprogramm
- Medienwirkungsforschung

### Manipualtion
- Framing-Effekt
- Manipulation
- Propaganda

### Weiteres
- Induktion
- Verlustaversion